# Hochwasserrückhaltebecken Hagerwald
Das Hochwasserrückhaltebecken Hagerwald. häufig kürzer Hagerwaldsee genannt, ist ein Staudamm im Naturraum Hinterer Welzheimer Wald im Einzugsgebiet der Lein.

## Geographische Lage
Der Hagerwaldsee staut den Unterlauf der Finsteren Rot, des rechten Oberlaufs jener in Fließrichtung der Lein ersten Rot, die bei der Voggenberger Sägmühle von Alfdorf von links in sie mündet. Er liegt am Westrand der Gemarkung des Alfdorfer Teilorts Vordersteinenberg. Wenige Schritt vom Westufer entfernt verläuft die Gemeindegrenze zur Stadtgemarkung von Welzheim, nach dem hier gleich anschließenden Waldgebiet Hagerwald ist der See benannt. Auch das Nordufer wird fast von der Gemeindegrenze hier zu Kaisersbach gestreift.

## Beschreibung
Der in der südöstlichen Fließrichtung der Finsteren Rot etwa 370 Meter lange und etwa 100 Meter breite See hat gewöhnlich eine Oberfläche von 3,0 ha auf einer Höhe von rund 455 m ü. NN mit einer recht langen Seitenbucht nach Westen, durch die der zweite und kleinere Zufluss Schmerbach zumündet. Dieser entwässert nur knapp ein Zehntel des insgesamt etwa 13,7 km² großen Einzugsgebietes. Der See kann bei Hochwasser bis zu 18 ha Fläche bedecken, das gestaute Wasservolumen dann von einem Dauerwert von 55.000 m³ auf 815.000 m³ anschwellen.
Die auf Seehöhe und darüber auf den Randbergen anstehenden geologischen Schichten, abwechselnd Sandstein und Mergel, gehören dem Oberen Mittelkeuper an. Das Standgewässer ist, außer in Talrichtung der Finsteren Rot, direkt oder hinter einem schmalen Wiesensaum ringsum von Waldhängen umschlossen und wird auch eng von Wirtschaftswegen umrundet, einer läuft auf der Krone des Damms im Südosten. Unweit liegt der Alfdorfer Weiler Hüttenbühl. Dessen nächste Hofstelle liegt gleich oberhalb des auf der Nordostseite nur etwa 100 Meter breiten Waldsaums am Rand der offenen Hochfläche, die übrigen Häuser stehen etwas entfernter flussabwärts und auf dem linken Talsporn zum linken Oberlauf Schwarze Rot der Rot. Mit dieser vereint sich die abfließende Finstere Rot nach etwa einem Kilometer zur Rot, davon die untere Hälfte in nahem Parallellauf mit dem anderen Oberlauf in schon gemeinsamem Tal.

## Geschichte
Im Jahre 1969 wurde das Hochwasserrückhaltebecken Hagerwald in Betrieb genommen. 2004 wurde es entlandet (Beseitigung abgelagerten Sedimentes) und 2010 einer vertieften Sicherheitsüberprüfungen nach DIN 19700 unterzogen.

## Schutzgebiete
Der Schmerbach durchläuft vor dem Einfluss in den Stausee eine kleine Nasswiese, die Finstere Rot eine wenig größere. See und Umgebung liegen im Naturpark Schwäbisch-Fränkischer Wald. Im See stoßen die Landschaftsschutzgebiete Gebiete nördlich und östlich Welzheim von Westen her und Welzheimer Wald mit Leintal von Osten her zusammen.

## Tourismus
Unmittelbar unterhalb des Staudamms liegen ein Campingplatz und eine Gaststätte vor den ferneren Häusern von Hüttenbühl. Der See ist nicht als Badesee ausgewiesen. Am Ufer gibt es aber zwei Grillplätze und eine Spiel- und Liegewiese. Am Nordwestufer passiert ein Radweg durchs Finstere-Rot-Tal den See, mehrere Wanderwege führen in unter einem Kilometer Entfernung an ihm vorbei.

### LUBW
Amtliche Online-Gewässerkarte mit passendem Ausschnitt und den hier benutzten Layern: Hagerwaldsee und Umgebung

Allgemeiner Einstieg ohne Voreinstellungen und Layer: Daten- und Kartendienst der Landesanstalt für Umwelt Baden-Württemberg (LUBW) (Hinweise)
1. ↑  Länge und Breite abgemessen auf dem Hintergrundlayer Topographische Karte.
2. ↑  Seefläche nach dem Layer Stehende Gewässer.
3. ↑  Höhe nach dem Höhenlinienbild auf dem Hintergrundlayer Topographische Karte.
4. ↑  Einzugsgebiet der Finsteren Rot nach dem Layer Basiseinzugsgebiet (AWGN) abzüglich seines auf dem Hintergrundlayer Topographische Karte abgemessenen Zwickels des von unterhalb des Stausses bis zu ihrem Vorfluter Rot.
5. ↑  Schutzgebiete nach den entsprechenden Layern.

### Andere Belege
1. ↑  Hansjörg Dongus: Geographische Landesaufnahme: Die naturräumlichen Einheiten auf Blatt 171 Göppingen. Bundesanstalt für Landeskunde, Bad Godesberg 1961. → Online-Karte (PDF; 4,3 MB)
2. ↑  Daten zum Stausee Hagerwald auf der Website des Wasserverbandes Kocher-Lein
3. ↑  Geologie grob nach: Mapserver des Landesamtes für Geologie, Rohstoffe und Bergbau (LGRB) (Hinweise)
4. ↑  Chronik zum Wasserverbandes Kocher-Lein auf der Website des Verbandes